# Bariumbromid
Sumformel:BaBr2